# Hendrik Pekeler
Hendrik Pekeler (* 2. Juli 1991 in Itzehoe) ist ein deutscher Handballspieler, der seit der Saison 2018/19 beim THW Kiel spielt. Der 2,03 m große Kreisläufer wurde in Deutschland zum Handballer des Jahres 2020 gewählt.

## Karriere

### Verein
Mit dem Handball begann Hendrik Pekeler 2002 beim ETSV Fortuna Glückstadt. 2004 wechselte er zum MTV Herzhorn und 2007 zum Regionalligisten Bramstedter TS. 2008 erhielt er einen Vierjahresvertrag beim THW Kiel. In der Saison 2008/09 hatte er jedoch Erstspielrecht beim Zweitligisten TSV Altenholz. Ab Sommer 2009 spielte Pekeler für die Bundesligamannschaft und für die in der Regionalliga spielende zweite Mannschaft des THW Kiel. Im Sommer 2010 gab er seinen Wechsel zum Bergischen HC bekannt. Er unterschrieb dort einen Zweijahresvertrag. 2011 stieg er mit dem BHC in die Bundesliga auf. Ab der Saison 2012/13 spielte Pekeler für den TBV Lemgo, bei dem er einen Drei-Jahres-Vertrag unterschrieb. In der Saison 2013/14 war Pekeler mit 125 Feldtoren torgefährlichster Kreisläufer der Liga. Im Juli 2014 wurde bekannt, dass er Lemgo nach der Saison 2014/15 verlassen und als Nachfolger von Bjarte Myrhol zu den Rhein-Neckar Löwen wechseln wird. Im Sommer 2018 kehrte er zum THW Kiel zurück. Am letzten Spieltag der Meistersaison 2022/23 erzielte er seinen 1000. Bundesligatreffer. Nachdem er sich im Mai 2022 eine Achillessehnenruptur am rechten Fuß zugezogen hatte, riss ihm am letzten Spieltag der Saison 2024/25 die Achillessehne am linken Fuß.

### Nationalmannschaft
Pekeler spielte für die deutsche Jugendnationalmannschaft, mit der er 2010 bei der Europameisterschaft in der Slowakei den vierten Platz belegte. Am 14. März 2012 debütierte er in der deutschen Nationalmannschaft. Bei der Europameisterschaft 2016 in Polen wurde er mit der deutschen Mannschaft durch einen 24:17-Sieg über Spanien Europameister. Bei den Olympischen Spielen 2016 in Rio de Janeiro gewann er die Bronzemedaille. Dafür wurde er am 1. November 2016 mit dem Silbernen Lorbeerblatt ausgezeichnet. Bei der Weltmeisterschaft 2019 in Deutschland und Dänemark wurde er mit dem Nationalteam Vierter. Bei der Europameisterschaft 2020 belegte Deutschland den fünften Platz und Pekeler wurde zum besten Abwehrspieler gewählt. Mit der deutschen Auswahl nahm er an den Olympischen Spielen in Tokio teil. Im Januar 2024 erklärte er seinen Rücktritt aus der Nationalmannschaft. Er absolvierte 122 Spiele, in denen er 210 Tore erzielte.

## Privates
Pekeler unterbrach seine Bankkaufmannlehre, um im Januar/Februar 2010 die Grundausbildung bei der Bundeswehr zu absolvieren. Anschließend wurde er in die Sportfördergruppe in Warendorf aufgenommen, die von Martin Heuberger trainiert wurde. Heuberger war zudem der Juniorennationaltrainer von Pekeler.

## Erfolge
Verein
- Deutscher Meister 2010, 2016, 2017, 2020, 2021, 2023
- Champions-League-Sieger 2010, 2020
- DHB-Supercup 2016, 2017, 2020, 2021, 2022 (ohne Einsatz), 2023 (ohne Einsatz)
- DHB-Pokal 2018, 2019, 2022, 2025
- EHF-Pokal 2019
- NOHV-Vizemeister 2008 (A-Jugend)

Nationalmannschaften
- Jugendeuropameister 2008
- All-Star-Team Junioreneuropameisterschaft 2010
- Junioren-Weltmeister 2011
- Europameister 2016
- Bronzemedaille Olympische Spiele 2016
- 4. Platz Weltmeisterschaft 2019
- Bester Defensivspieler bei der Europameisterschaft 2020

## Bundesligabilanz
| Saison    | Verein             | Spielklasse   | Spiele | Tore | 7-Meter | Feldtore |
| --------- | ------------------ | ------------- | ------ | ---- | ------- | -------- |
| 2009/10   | THW Kiel           | Bundesliga    | 1      | 0    | 0       | 0        |
| 2010/11   | Bergischer HC      | 2. Bundesliga | 30     | 94   | 0       | 94       |
| 2011/12   | Bergischer HC      | Bundesliga    | 33     | 107  | 0       | 107      |
| 2012/13   | TBV Lemgo          | Bundesliga    | 32     | 75   | 1       | 74       |
| 2013/14   | TBV Lemgo          | Bundesliga    | 34     | 125  | 0       | 125      |
| 2014/15   | TBV Lemgo          | Bundesliga    | 29     | 81   | 0       | 81       |
| 2015/16   | Rhein-Neckar Löwen | Bundesliga    | 25     | 34   | 0       | 34       |
| 2016/17   | Rhein-Neckar Löwen | Bundesliga    | 34     | 84   | 0       | 84       |
| 2017/18   | Rhein-Neckar Löwen | Bundesliga    | 34     | 119  | 0       | 119      |
| 2018/19   | THW Kiel           | Bundesliga    | 33     | 84   | 0       | 84       |
| 2019/20   | THW Kiel           | Bundesliga    | 26     | 75   | 0       | 75       |
| 2020/21   | THW Kiel           | Bundesliga    | 37     | 109  | 0       | 109      |
| 2021/22   | THW Kiel           | Bundesliga    | 27     | 58   | 0       | 58       |
| 2022/23   | THW Kiel           | Bundesliga    | 23     | 50   | 0       | 50       |
| 2023/24   | THW Kiel           | Bundesliga    | 26     | 56   | 0       | 56       |
| 2024/25   | THW Kiel           | Bundesliga    | 27     | 75   | 0       | 75       |
| 2010–2011 | gesamt             | 2. Bundesliga | 30     | 94   | 0       | 94       |
| 2009–2025 | gesamt             | Bundesliga    | 421    | 1132 | 1       | 1131     |

Quelle: Spielerprofil bei der Handball-Bundesliga